# Liste von Kraftwerken in Tansania
Die Kraftwerke in Tansania werden sowohl auf einer Karte als auch in Tabellen (mit Kennzahlen) dargestellt.
Die Energieerzeugung in Tansania basiert hauptsächlich auf Erdgas, Wasserkraft und Öl. Trotz vorhandener konventioneller und erneuerbarer Energiequellen muss Brennstoff importiert werden und es wird zu wenig Strom erzeugt, um Wachstum und Entwicklung anzutreiben.

## Geschichte
Bereits im Jahr 1908 installierte die Kolonialbehörde im damaligen Tanganjika elektrische Energie, um Eisenbahnwerkstätten in Daressalam zu betreiben. In den 1930er-Jahren wurden die Dar es Salaam and District Electric Supply Company (DARESCO) und die Tanganyika Electric Supply Company gegründet. Nach der Unabhängigkeit Tansanias begann ein langwieriger Verstaatlichungs-Prozess, der von 1964 bis 1975 dauerte. In dieser Zeit fusionierten die beiden Firmen zur Tanzania Electric Supply Company (TANESCO). In den 1980er-Jahren begann sich die Stromversorgung und -verteilung zu verschlechtern. Daraufhin gab es mehrere Reformversuche, 1992 wurde der Sektor für private Beteiligungen geöffnet und 1997 wurde TANESCO für die Privatisierung vorgesehen. Als 2001 die Stromkosten hoch und die Versorgungsleistung weiterhin schlecht waren, tauschte die Regierung den Vorstand aus und initiierte einen Managementvertrag. Die Bilanz von TANESCO verbesserte sich, wegen geringer Investitionen blieb jedoch die Versorgungssicherheit schwach. Im Jahr 2005 Nahm die Regierung TANESCO von der Privatisierungsliste. Mit dem Elektrizitätsgesetz von 2008 sollten private Beteiligungen angezogen werden, intransparente Beschaffungen und die Installation mehrerer Notstromkraftwerke verhinderten dies jedoch.

## Ressourcen
Tansania verfügt über verschiedene Energieressourcen wie Wasser, Erdgas, Kohle, Uran, Wind, Geothermie, Biomasse, Solar und Gezeiten.

### Gas
Während größere Gasvorkommen bereits vor 2000 gefunden wurden (1974: Songo Songo, 1982: Mnazi Bay), wurden später drei kleinere Fundstellen entdeckt (2007: Mkuranga, 2008: Kilwani und 2012: Mtwara-Ntorya). Riesige Lager werden in der Tiefsee vermutet.

### Wasser
Das Potenzial für Wasserkraftwerke in Tansania liegt bei 4,7 Gigawatt. Im Jahr 2019 wurden davon 586 Megawatt genutzt.

### Wind
Im Dezember 2016 veröffentlichte die Weltbank einen von DNV erstellten Bericht über die 14 besten Standorte für Windkraftanlagen: Daressalam, Masasi, Mchomolo, Makambako, Iringa, Dodoma, Singida II, Mbulu, Lembeni, Tabora, Geita, Busongola, Mwai und Busegwe. Die höchsten Windgeschwindigkeiten werden mit 8,5 bis 10 m/s in den Udzungwa-Bergen erreicht.

## Installierte Leistung und Jahreserzeugung
| Im Jahre 2011 lag Tansania bzgl. der jährlichen Erzeugung mit 5,115 Mrd. kWh an Stelle 121 und bzgl. der installierten Leistung mit 845 MW an Stelle 127 in der Welt. Im Mai 2014 lag die installierte Leistung bei 1.583 MW, davon entfielen auf Wasserkraftwerke 561 MW (35 %), auf Gaskraftwerke 527 MW (34 %) und auf Dieselgeneratoren 495 MW (31 %). Im Jahr 2017 belief sich die installierte Kraftwerksleistung nach Angaben der staatlichen Regulierungsbehörde (Energy and Water Utilities Regulatory Authority) auf insgesamt 1451 MW, davon 561 MW von Wasserkraftwerken, 615 MW von Gaskraftwerken, 252 MW durch Dieselgeneratoren sowie 23 MW aus Erzeugungsanlagen auf Basis erneuerbarer Energie. Die installierte Leistung stieg auf 1606 MW im Jahr 2021. Davon entfielen rund 48 % auf Erdgas, 31 % auf Wasserkraft, 18 % auf Erdöl und je 1 % auf Solarenergie und Biosprit. | Die zur Anzeige dieser Grafik verwendete Erweiterung wurde dauerhaft deaktiviert. Wir arbeiten aktuell daran, diese und weitere betroffene Grafiken auf ein neues Format umzustellen. (Mehr dazu) |

## Karte
| Hale |

| Kidatu |

| Kihansi |

| Mtera |

| Nyumba |

| Pangani Falls |

| Ubungo I |

| Ubungo II |

| Mtwara |

| Somanga |

| Kinyerezi |

| Miombo Hewani |

| Mwenga |

| Julius Nyerere |

- rot: kalorisches Kraftwerk
- blau: Wasserkraftwerk
- Symbol: Windpark

## Kalorische Kraftwerke
Das erste kalorische Kraftwerke wurde 1980 installiert:
| Name des Kraftwerks | Inst. Leistung (MW) | Brennstoff | Eigentümer | von  | bis  | Status     |
| ------------------- | ------------------- | ---------- | ---------- | ---- | ---- | ---------- |
| Aggreko Tegeta      | 50                  | Gas / Öl   | Aggreko    | 2011 | 2014 |            |
| Aggreko Ubungo      | 50                  | Gas / Öl   | Aggreko    | 2011 | 2015 |            |
| Kinyerezi           | 150+168+80          | Gas        | TANESCO    |      |      | in Betrieb |
| Mtwara              | 18                  | Erdgas     | TANESCO    |      |      | in Betrieb |
| Nyakato/Mwanza      | 63                  | Schweröl   | TANESCO    | 2013 | 2038 | in Betrieb |
| Somanga             | 7,5                 | Erdgas     | TANESCO    |      |      | in Betrieb |
| Songas 1-4          | 114                 | Erdgas     | IPP        | 2004 | 2024 | in Betrieb |
| Songas 5            | 38                  | Erdgas     | IPP        | 2004 | 2024 | in Betrieb |
| Songas 6            | 37                  | Erdgas     | IPP        | 2006 | 2024 | in Betrieb |
| Symbion Arusha      | 50                  | Diesel     | Symbion    | 2012 | 2014 |            |
| Symbion Dodoma      | 55                  | Diesel     | Symbion    | 2012 | 2014 |            |
| Symbion Ubungo      | 126                 | Erdgas/Jet | Symbion    | 2011 | 2015 |            |
| Tegeta GT           | 45                  | Erdgas     | TANESCO    | 2009 | 2028 | in Betrieb |
| Tegeta IPTL         | 103                 | Schweröl   | IPP        | 2002 | 2021 |            |
| Ubungo I            | 150                 | Erdgas     | TANESCO    | 2008 | 2026 | in Betrieb |
| Ubungo II           | 121                 | Erdgas     | TANESCO    | 2012 | 2031 | in Betrieb |
| Zuzu diesel         | 7                   | Diesel     | TANESCO    | 1980 | 2015 |            |

## Wasserkraftwerke
Von 1980 bis 2000 erzeugten die damals installierten 5 Wasserkraftwerken den Großteil der elektrischen Energie:
| Name des Kraftwerks | Leistung (MW) | Gewässer | Eigentümer                                       | von  | bis | Status     |
| ------------------- | ------------- | -------- | ------------------------------------------------ | ---- | --- | ---------- |
| Hale                | 21            | Pangani  | TANESCO                                          | 1967 |     | in Betrieb |
| Kidatu              | 204           | Rufiji   | TANESCO                                          | 1975 |     | in Betrieb |
| Kihansi             | 180           | Kihansi  | TANESCO                                          | 2000 |     | in Betrieb |
| Mtera               | 80            | Ruaha    | TANESCO                                          | 1988 |     | in Betrieb |
| Mwenga              | 4             |          | SPP/IPP                                          | 2012 |     | in Betrieb |
| Nyumba ya Mungu     | 8             | Pangani  | TANESCO                                          | 1968 |     | in Betrieb |
| Pangani             | 68            | Pangani  | TANESCO                                          | 1995 |     | in Betrieb |
| Julius Nyerere      | 2.115         | Rufiji   |                                                  |      |     | im Bau     |
| Rusumo              | 80            | Kagera   | Rusumo Power Company (Burundi, Ruanda, Tansania) |      |     | im Bau     |

## Dezentrale Kraftwerke
Folgende dezentrale Kraftwerke werden von TANESCO betrieben:
| Name des Kraftwerks | Inst. Leistung (MW) | Status     |
| ------------------- | ------------------- | ---------- |
| Biharamulo          | 4                   | standby    |
| Mafia               | 2                   | in Betrieb |
| Kasulu              | 2,5                 | in Betrieb |
| Kigoma              | 6                   | in Betrieb |
| Ludewa              | 1                   | in Betrieb |
| Mpanda              | 2,6                 | in Betrieb |
| Bukoba              | 2,6                 | standby    |
| Liwale              | 0,75                | in Betrieb |
| Sumbawanga          | 5                   | in Betrieb |
| Tunduru             | 2                   | in Betrieb |
| Namtumbo            | 0,34                | in Betrieb |

## Windkraftanlagen
| Name des Kraftwerks | Leistung (MW) | Typ     | Lage   | Status                 |
| ------------------- | ------------- | ------- | ------ | ---------------------- |
| Mwenga              | 2,4           | onshore | Iringa | in Betrieb             |
| Miombo Hewani       | 300           | onshore | Njombe | geplant 2024[veraltet] |

## Biomasse
| Name   | Leistung (MW) | Betreiber | von  | bis | Status     |
| ------ | ------------- | --------- | ---- | --- | ---------- |
| Tanwat | 2             | SPP/IPP   | 1995 |     | in Betrieb |
| TPC    | 17            | SPP/IPP   | 2013 |     | in Betrieb |